# NACLA
NACLA es el North American Congress on Latin America (Congreso Norteamericano de América Latina), una organización independiente sin fines de lucro fundada en 1966, que publica información y análisis sobre los países de América Latina y sus relaciones con Estados Unidos. Cuatro veces por año publica el NACLA Report on the Americas, desde 2016 con la editorial Routledge.

## Personal
Alejandro Velasco, Editor Ejecutivo
Alejandro Velasco es el editor ejecutivo de The NACLA Report on the Americas. Es un historiador de la América Latina moderna cuyos intereses de investigación y docencia se encuentran en las áreas de movimientos sociales, cultura urbana y democratización.
Heather Gies, editora gerente
Heather Gies es una periodista que ha escrito sobre política y temas sociales en América Latina, particularmente derechos humanos, desigualdad y conflictos de recursos en América Central. Sus escritos han aparecido en Al Jazeera, In These Times, World Politics Review, The Guardian, The Intercept, National Geographic y otros medios.
Néstor David Pastor, Coordinador de divulgación / Asistente editorial
Néstor David Pastor es un escritor y traductor de Queens, NY. Tiene una licenciatura en español de la Universidad de Binghamton y una maestría en español de Queens College. Sus escritos y traducciones han aparecido en Latino USA, The Nation, El Nuevo Día, 80 grados, REMEZCLA y OkayAfrica, entre otras publicaciones. También es editor asociado de Newtown Literary. Su experiencia pasada incluye trabajar con Radio Ambulante de NPR, el Centro de Estudios Puertorriqueños y Feet in 2 Worlds.
Martha Pskowski, editora web
Martha Pskowski es una estudiante de posgrado de la Universidad de Nueva York, que cursa una doble maestría en periodismo y estudios latinoamericanos y caribeños. Su investigación se centra en la soberanía alimentaria y la justicia ambiental. Anteriormente, trabajó como reportera independiente en México y Centroamérica, publicando con medios como CityLab, The Nation, The Guardian y Undark Magazine. Recibió su licenciatura en Hampshire College y es ex becaria Fulbright-García Robles.

## Junta Directiva
Thomas Kruse, Director del Programa del Presidente de la Junta , Rockefeller Brothers Fund
Pierre La Ramée, Director Ejecutivo, Cooperación en Educación Médica con Cuba (MEDICC)
Marcial Godoy-Anativia, Director Gerente, Instituto Hemisférico de Performance y Política
Jill Lane, directora del Centro de Estudios Latinoamericanos y del Caribe de la NYU (CLACS)
Christy Thornton , profesora asistente, Universidad Johns Hopkins
Alejandro Velasco, exoficial 

## Comité editorial y editores colaboradores
Alejandro Velasco, Editor Ejecutivo
Dan Beeton
Michelle Chase
Nicole Fabricant
Hilary buen amigo
Bret Gustafson
Judith Adler Hellman
Marisol LeBrón
Hilda Lloréns
Pablo José López Oro
Alex Main
Todd Miller
Joseph Nevins
Urayoán Noel
Dawn Paley
Keisha-Khan Perry
Deborah Poole
Jayson Porter
Gerardo Renique
William I. Robinson
Christy Thornton